# 立花誾千代
立花 誾千代（たちばな ぎんちよ、永禄12年8月13日（1569年9月23日） - 慶長7年10月17日（1602年11月30日））は、戦国時代の女性武将。立花宗茂の正室。

## 略伝
大友氏の有力家臣（加判衆）であった戸次鑑連（立花道雪）の一人娘として筑後国山本郡（現・福岡県久留米市田主丸町竹野）の問本（といもと）城にて誕生。名前に含まれる「誾」の字は“慎み人の話を聞く”という意味合いを含めて肥前の僧侶、増吟が名付けた。傅役には、道雪の後妻・仁志姫との仲介を取り持った縁で、城戸知正が命じられる。
天正3年5月28日（1575年7月6日）、誾千代が7歳の時に立花城の城督・城領・諸道具の一切を譲られている。道雪は後継者となるべき息子がおらず、一人娘に城督を継がせるため、通常の男性当主の相続と同じ手続きを踏み、主家である大友家の許しを得た上で（同年6月28日（8月4日）付けで大友宗麟・義統の安堵を受ける）、姫を立花城の城督とした。戦国時代でもまれな例と言われている。天正9年（1581年）、高橋紹運（大友宗麟の宿老・吉弘鑑理の次子）の長男である宗茂（戸次弥七郎統虎）を道雪の養嗣子（婿養子）に迎え、天正10年11月18日（1582年12月13日）、御本丸西の城における御旗・御名字の御祝をもって初めて立花姓を名乗る。
先に立花城家督となった道雪は立花の姓をもちいることを望んだが、大友本家は2度の離反をした立花鑑載の姓を名乗ることを嫌ったとも云われ、道雪が立花姓を名乗るのは元亀2年（1571年）、筑前国守護代に就任してからの事になる。
その後、天正6年（1578年）11月、日向国耳川で本家大友氏の島津氏への大敗（耳川の戦い）、天正13年9月11日（1585年11月2日）の実父・戸次道雪の御井郡北野での陣没、天正14年7月27日（1586年9月10日）の義父・高橋紹運の岩屋城の戦いでの討死を経て、九州平定をなした豊臣秀吉により天正15年 6月25日（1587年7月30日）に立花宗茂は筑後柳河を拝領する（秀吉充行状）。これにより、従来の大友氏被官の立場から秀吉の直臣と変わる。
『豊前覚書』によれば、6月11日（7月16日）に小野和泉守に対して城受け取りの命が発せられ、12日（17日）未明には城下井出橋に到着、13日（18日）には柳川城の請け取りが完了し、15日（20日）には誾千代はじめ奥方も立花城を出て、17日（22日）には一統が柳河入りを果たしたとしている。しかしながらその後、誾千代は城を出て宮永に居を構えて「宮永殿」と呼ばれるようになる。そのわけは、夫婦不和と記されている。
関ヶ原の戦いの際、宗茂は京極高次の籠る大津城を攻めていたため（攻め手は毛利元康・小早川秀包・筑紫広門以下15,000）、関ヶ原本戦には参加出来なかった（この日に高次が降伏）。西軍敗戦の知らせを聞き、総大将毛利輝元に大坂城での籠城を進言するも容れられず、海路にて九州へ戻り、10月初旬には柳河城へ入っている（10月10日（11月10日）付で大津城合戦の感状が家臣へ与えられている）。誾千代は家士や従者など数十名を率いて自ら出迎えた。
柳河へ戻った宗茂は、小野鎮幸を大将として10月20日（11月20日）には三潴郡江上（現・福岡県久留米市）・八院（現・福岡県大川市・三潴郡大木町）付近にて、西軍から寝返った鍋島軍と衝突する（江上合戦・八院の戦い）。22日（22日）には、大友との戦を制した黒田如水の軍勢が三潴郡酒見（現・福岡県大川市）に到着する。同じ日に善後処理を行うため上方に残してきた丹半左衛門尉が、家康発給にかかる「身上安堵の朱印」を携え、下妻郡水田（現福岡県筑後市）に到着して戦いは和平へと動きだす。山門郡久末（現・福岡県柳川市）に陣を張る加藤清正のもとへ薦野増時（立花賢賀）を派遣し、25日（25日）には柳河城は開城されている。
このときの誾千代の武勇として、逸話が残されている。小西行長の領地を制圧した加藤清正が宗茂に開城を説得すべく、柳河に進軍した折、「街道を進むと、宮永という地を通ることになりますが、ここは立花宗茂夫人の御座所です。柳川の領民は立花家を大変に慕っており、宮永館に軍勢が接近したとあれば、みな武装して攻め寄せてくるでしょう」と聞かされたため、宮永村を迂回して行軍したとされている。
宗茂が改易されると誾千代は肥後国玉名郡腹赤村の市蔵宅（現・熊本県玉名郡長洲町）に居住する。宗茂が高瀬を発ってほどないころに、清正が小野鎮幸に与えた書状には｢左近殿御内儀へ御兵粮まいらせ候ところ、御礼として飛脚給うについて御状に預かり候、誠に御隔心がましき御礼など候へば、かえって迷惑せしめ候、しかるべき様に御心得頼み入り候、左近殿御身上落着の儀、到来候はば示し預かるべき候｣といった慇懃な文言が使われている（小野文書141）。2年後の慶長7年（1602年）7月頃から病を患い、金剛院密乗による医療祈祷の甲斐なく、10月17日（11月30日）に死去した。享年34。引導は筑後山門郡上庄、正覚山聖衆院来迎寺第二代曼蓮社誠誉上人、法名は光照院殿泉誉良清大禅定尼。誾千代の死により、父道雪の血筋は途絶える事となった。
立花家の稲荷神を司った稲荷山観音寺金剛院の「当社御傳記」（立花家文書・藩政1091）には、
| 一、光照院様にも御信仰常に御居間に御勧請、朝暮被遊御拝候 同年肥後国へ被遊御越腹赤村百姓市蔵茂申者方へ 被為居候にも御同様被遊御信仰、其節の金剛院被為召御近村に罷在候様仰被付、高瀬在大濱村と申所へ歓喜寺と 申無住の禅寺へ罷在候御祈祷等申上候処… 一、光照院様肥後国腹赤村百姓市蔵と申者方へ被為居候にも同社被遊御信仰、慶長壬寅6月16日被召候につき 其節之金剛院罷出候処、深き御心中之思召被為、在裏に意之字被為鋳付候御鏡、併御守本尊千手観音・御守刀 等被遊 御奉納候 其御旨越は、此節之御病気無御快気被思召上 永く両□之道を以可奉御吊旨御置に、御意を 稲荷神御一所に奉崇置候、同年10月17日 御在世三拾四才にて被遊御逝去候。右市蔵屋敷に奉葬之候得共、 御吊も無之に付 御意之通 右御鏡に而心斗之御供養等申上候。 今以朝暮勤法申上候。 同八癸卯年御一周忌に被為相当候節、瀬高上庄来迎寺罷越御引導被申上候。 此節より 光照院殿泉誉良清大姉と奉称候 其後良清寺御建立。 同寺御供養毎に当院住職之者は御寺詰御斉被為拝領候。且又当院御預ヶ之 稲荷大明神 御遷宮之節は良清寺時之和尚相罷出、御宮詰御座候事 御同社御遷宮之節は、紅粉屋罷出御鏡持候事 |

と書き残されている。
また、誾千代に付けられていた十時連貞の次男・十時八右衛門成重は、誾千代が七月より瘧疾にかかり十月十七日に亡くなったとする。

| 十時家由来書 先祖十時摂津守連貞、良清様御守役被仰付、元亀三年八月ゟ御成長迄御守相勤、 其後家職被仰付候、 宗茂様慶長五子年十二月三日肥後國へ御越被遊候、良清様にも肥後國へ御越被遊候、 此節 良清様御供之儀、 十時摂津 元来之訳を以嫡子八右衛門成重へ御供仕候様申付候処、 御女性様御供無是非存候与申候へば、 今迄御家御相続偏 宮永様御家人共罷在候故、其方義上方御出陣之砌、御供為仕候筈に候得共、 宮永様御先途無覚束候故留置候、然に此度之御供之儀相断候は、三代相恩之御主人を致忘却候哉、 其方弥否与存候は、我等御供可申由被申聞候に付、嫡子八右衛門 畏り致御供、肥後國へ罷越、 玉名郡腹赤村百姓市蔵屋敷へ僅計之御居宅を出来、慶長七年寅年迄御介抱申上、同年七月ゟ瘧疾御煩被遊、 其跡御痢病に被為成、十月十七日御逝去被遊、御病中抽忠勤御介抱申上候、御死期迄御見届申上候、 其後番頭被仰付、相勤罷在候、享保十一午八月に御暇被仰付、□上妻へ相慎罷在候様被仰付候処、 享保二十卯年十二月為御合力白米五俵拝領仕候、明和三戌年八月四拾石拝領仕候、文政七申年九月 三柱宮御贈神に付、拾石加増都合五拾石高に被仰付候 |

とある。

また、宇田市右衛門の子孫、宇田啓二の｢乍恐奉願　口上覚｣でも、誾千代の病気にふれている。
| 乍恐奉願 口上覚 一、私祖先宇田市右衛門と申者乍恐 光照院様江御附申上 御國より肥後国腹赤村江御供申上被遊 御逝去候節迄 御附申上 既ニ御病中至而重き蒙 御意候次第茂御座候依御同所 御墓番被 仰付難有相勤其後 御墓所御国許江御引取之節も御供申上御寺之方江数代御掃除ニ 罷出候儀者委細被成御承知候儀ニ御座候 既ニ祖父市右衛門代迄者年々添米 拾七俵宛被為拝領難有相勤罷在候 然處市右衛門相果候砌其子則親 生得病身ニ而 御墓所御掃除等相勤兼数代之拝領米茂差上候 且又無勿躰腹赤ニ而之 御位牌□今 御法祭申上候右之訳合ニ而私風情江 御法祭之節毎茂 御寺江罷出御斎被為頂戴誠ニ以冥加至極難有仕合奉存候 然處此節 格別之 御法祭ニ付何卒被為以 御慈悲之上 以前写之通御掃除番被 仰付被下候ハヽ 数代之御高恩之末相立私義者不及申上 先祖迄如何斗か難有可奉存候間 此段不苦被思召候ハヽ被仰出宜様 可被下重畳 奉願上候 以上 |

誾千代と供に市蔵宅に在った実母仁志姫（宝樹院）は、死去の後、米多比鎮久（立花丹波、仁志姫の連れ子於吉の婿）・問註所三右衛門政連（仁志姫の御実家）・立花弥左衛門統時（仁志姫の連れ子・道清）が話し合い、丹波の宅にひきとられ、元和2年5月28日（1616年7月11日）、肥後（熊本の柳川小路）にて亡くなる。命日御忌には、門註所家・米多比家・安武家（仁志姫の最初の嫁先）・城戸氏（道雪との媒酌人）・金剛院（御信仰の稲荷の守護の家）・宇田氏（誾千代が居住した腹赤村の市蔵の子孫で、誾千代の墓守）が招待されている。
柳河（現・福岡県柳川市）移転後に宗茂と別居（事実上の離婚）するなど、夫とは不仲であったと言われ、夫婦の間に子供はいなかった。しかし宗茂と誾千代をめぐるエピソードには「不仲」とはいえないものも多く、一次史料では不仲を裏付けるものがない。また宗茂は誾千代と死別後に継室を迎えているが(瑞松院･長泉院)、ついに実子を儲けることはなかった。
誾千代の菩提寺は、良清寺（福岡県柳川市西魚屋町）で、立花宗茂が、瀬高（福岡県みやま市）上荘の来迎寺の僧で、戦国時代の柳川城主の蒲池鑑盛の孫になる来迎寺第四世・圓蓮社応誉上人を招いて開かせた。また熊本県玉名郡長洲町に江戸時代に建立された供養塔があり、形状から「ぼた餅様」と呼ばれている。また、2016年に善導寺から誾千代の墓石が発見された。

## 死後

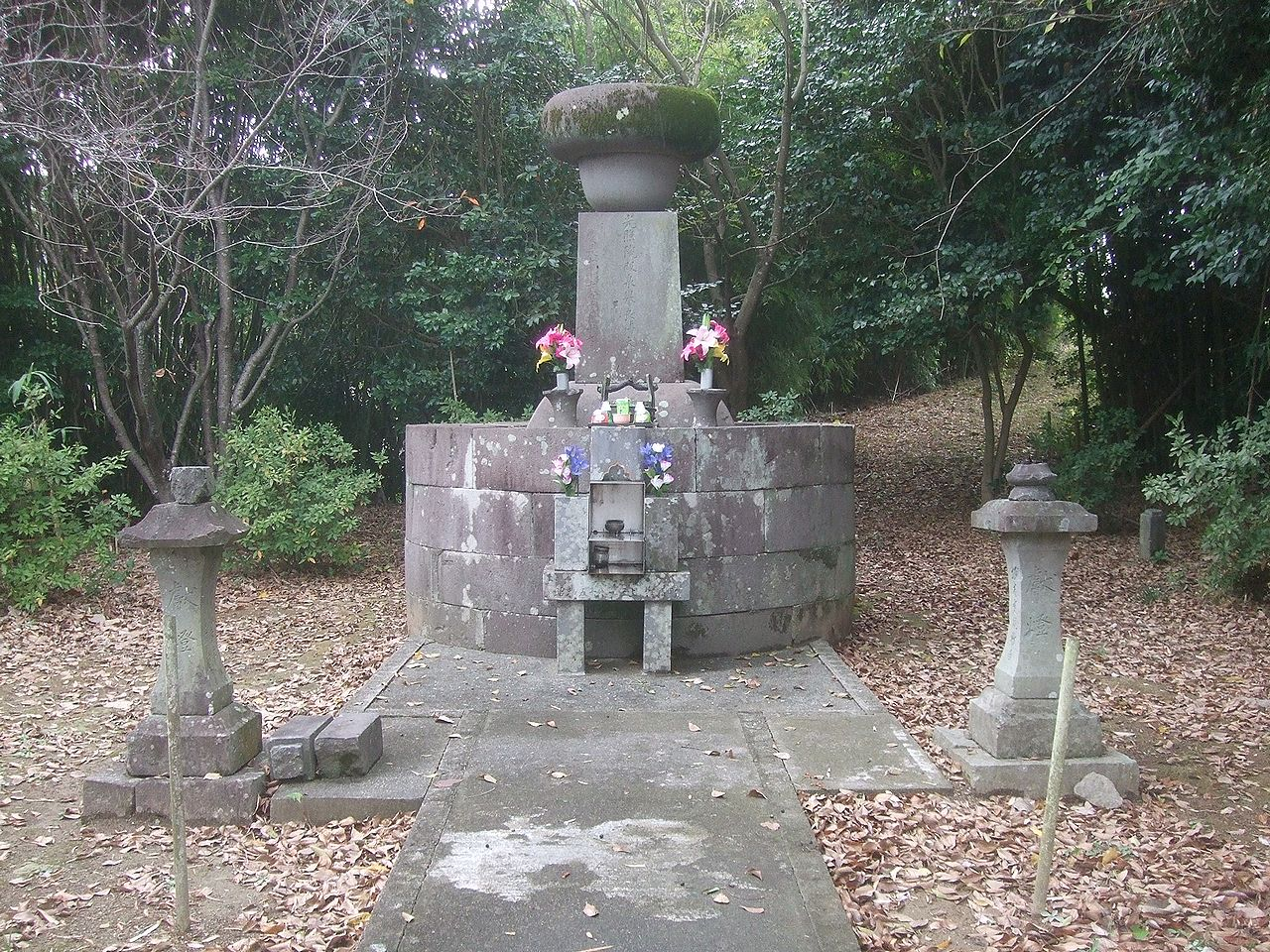
長洲町にある誾千代の供養塔

文政3年（1820年）6月8日には誾千代に瑞玉霊神、夫宗茂に松陰霊神の神号が贈神された。
天保8年（1837年）には、真言宗当山派御門主（醍醐寺三宝院）より誾千代に照柳大明神の御璽が贈神されている。
柳川城の北東（鬼門）に鎮座する三柱神社に、父の立花道雪と夫の宗茂と共に祭神として祀られて、誾千代は慈愛の神として崇敬されている。

## 人物
姫は柳川にて称する生へぬきたる本吉の清水観音也。その権柄の強さ亦知るべきなり。

旧記に拠れば姫天資婉麗にして文武諸芸に達し且つ穎悟慈愛に富み識見高邁也。

姫厳毅にして諸豪を駕御すること法あり。天正14年島津氏の大軍立花山を包囲せしとき、又は慶長5年八の院戦争の際、姫は鎧を着け薙刀を提げ女軍を編成して一方を防禦して遺算なからしめたり。又其の能く士卒を救護愛撫せし為皆一命を捧げんことを願へり。此の如き才幹は恐らくは女王国卑弥呼の及ぶ所にあらざるなり。

然るに姫の厳剛丈夫に過ぐる所あり。加藤清正の柳川に打入るに当りて道を導者に問ふ、曰く道雪公の息女誾千代姬、山門郡西宮永村に住し邦人衷服す。若し道を江の浦に取り宮永に立てば、姫指揮の下に強き槍を為すもの多からんと。依って之を避けて道を瀬高に取れり。其の猛将に畏避せらるる、夫れ此の如し。

又聞く文禄征韓の役、豊公肥前名護屋にあるや、一夕姬を延見す。時に其の美貌才藻九州諸夫人中の第一となす。又高論卓説を聞き、大いに勇将道雪公の女に恥ぢずとなせり。

我が国民、神功皇后を聖母として尊崇せし如く、我が郷民を国母として敬仰するも亦其の理あるを知る也。女傑中の魁たるもの乎。

## 逸話
「西国一美しい姫」と称される美女であるとともに、父譲りの武勇に長けた姫という話が多く伝わっている。
- 『大友文書』によると、「戸次伯耆守は大友宗麟の重臣なれど、矢傷にて脚がくさり衰えたり。されど娘ありて勇壮。城内の腰元女中、五十名ほど訓練し、戦初めには一斉射撃をなして敵の心胆を奪う」という記述がある。
- 鉄砲はもちろん、薙刀もかなりの腕前であった。
- 宗茂が文禄・慶長の役で不在の間、秀吉は誾千代を言葉巧みに名護屋城に呼び寄せ手込めにしようとしたが、それを察知した誾千代はお付きの女中に鉄砲を構えさせて護衛させ、また自らも武装をして乗り込んだ為、それに恐れをなした秀吉は手も足も出なかったとされる[7][18]。
- 宗茂が不在の間、城の守りは妻である誾千代が任されていた。そのため侍女たちとともに武装し、敵からの攻撃に備えていた[7]。
- 関ヶ原の戦いの時には、居館から甲冑を着て出撃、先に柳川西側の渡船口にて鉄砲隊を構え射撃して鍋島水軍を近づけず、そして南側へ往き、自分が別居中の宮永村にて攻め寄せる加藤清正軍を威嚇して、加藤軍の進軍を改道させたとされている[7][19][9]。

但し名護屋城の話など、確実な史料では裏付けがとれないものも多い。